# Glaurocara russea
Glaurocara russea är en tvåvingeart som beskrevs av Louis-Paul Mesnil 1978. Glaurocara russea ingår i släktet Glaurocara och familjen parasitflugor.
Artens utbredningsområde är Madagaskar. Inga underarter finns listade i Catalogue of Life.